# RKS Marymont Varsovie

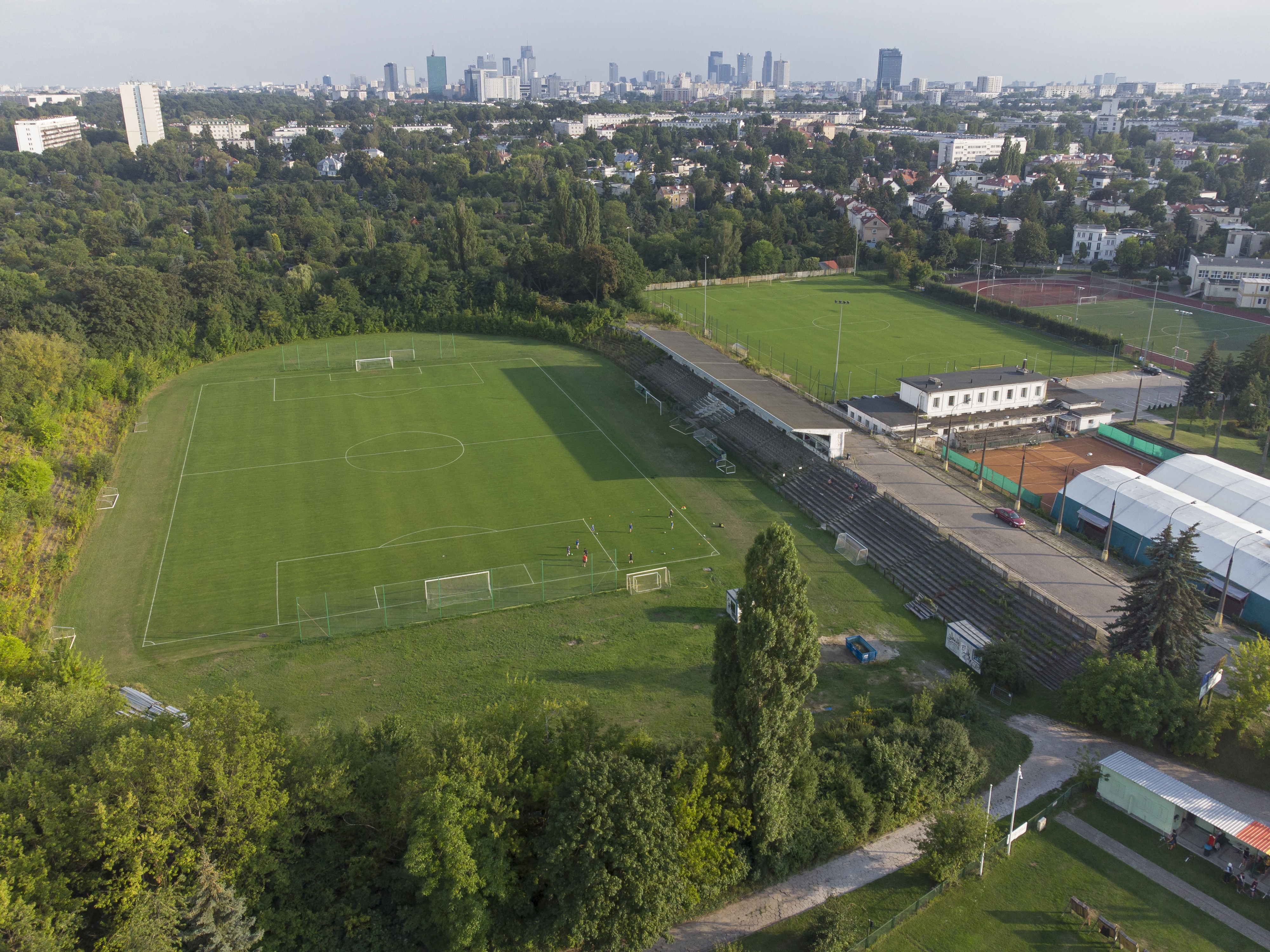

Le Robotniczy Klub Sportowy Marymont Varsovie, plus couramment abrégé en RKS Marymont Varsovie ou plus simplement Marymont Varsovie, est un club polonais de football fondé en 1911 et basé à Żoliborz, quartier de Varsovie, la capitale du pays.
Le club est la section football du club omnisports du même nom (qui possède également des sections de handball, hockey sur glace, volley-ball très réputées)
Le club joue ses matchs à domicile au Stadion Marymontu Warszawa, doté de 10 000 places.

## Histoire
Fondé en 1911 dans le quartier de Marymont (aujourd'hui une partie du Żoliborz dans le nord-ouest de la ville), il est l'un des plus anciens clubs sportifs de la capitale.
Les activités sportives officielles ne commencent officiellement qu'en 1923 après la fin de la Guerre soviéto-polonaise. Étroitement associé au mouvement démocratique du mouvement ouvrier il est cocréé par des militants du Parti socialiste polonais de Marymont, il obtient ses statuts en 1924.
En 1925, le RKS Marymont est l'un des sept cofondateurs de l'Union des associations sportives ouvrières (avec le Skra Varsovie et le Sarmata Varsovie). La guerre interrompt les activités du club, de nombreux joueurs et supporters prenant part au combat, d'abord dans les bataillons de défense des travailleurs de Varsovie, puis dans la clandestinité antifasciste.
Le club reprend vie en 1945.
Il évolue en II Liga à la fin des années 1950.
Il subit ensuite de nombreuses fusions et tentatives de liquidations.
Après la saison 2006-07, le club retire sa section football, qui se voit réactivée en 2016.

### Autres sections
En plus de la section principale (le football), le club dispose de nombreuses autres branches :
| - Handball (Champion de Varsovie en 1930) - Hockey sur glace (Champion de D2 en 1930) - Tennis de table - Volley-ball masculin et féminin - Basket-ball - Escrime (la section a formée de nombreux champions tels Witold Woyda, Lech Koziejowski ou encore Ryszard Parulski) - Gymnastique artistique - Tir à l'arc (Champion de Pologne en 1982. A formé Maria Mączyńska et Irena Szydłowska) |  | - Patinage de vitesse (Champion de Pologne en 1978) - Ski - Luge - Canoë-kayak (plusieurs titres de champion de Pologne) - Voile - Échecs - Bowling |

## Personnalités du club

### Présidents du club
- Jakub Kamiński

### Entraîneurs du club
- Piotr Strejlau

### Anciens joueurs du club
- Kazimierz Górski
- Paweł Kieszek
- Marcin Żewłakow
- Michał Żewłakow